# El prisma negro
El Prisma negro (título original: The Black Prism) es una novela de fantasía escrita por Brent Weeks, escritor estadounidense. Se publicó por primera vez en 2010 en Estados Unidos y llegó a la lista de los más vendidos del New York Times en la primera semana. La edición española apareció en junio de 2012.
El Prisma negro es la primera parte de la saga «El Portador de Luz». Su segundo libro, The Blinding Knife, apareció en Estados Unidos en septiembre de 2012.

## Sinopsis
La historia se desarrolla en un mundo alternativo inspirado en el Mediterráneo del siglo XVII, aunque dotado de una magia basada en los colores del espectro lumínico. Se centra en la vida del Prisma Gavin Guile, el hombre más poderoso del mundo y capaz de controlar todos los colores de la magia, y en la de Kip, un muchacho gordo y falto de autoestima que se ve lanzado al centro de los acontecimientos.
En un reino formado por siete satrapías subordinadas al poder del Prisma, la rebelión de una de ellas y el descubrimiento de que Gavin Guile engendró un hijo bastardo durante la última gran guerra pondrán en peligro los secretos mejor guardados por el hombre más poderoso del mundo.

## Acogida y ventas
La edición original del libro entró en la lista de los más vendidos del New York Times la semana en que se publicó.